# Meindert Hobbema

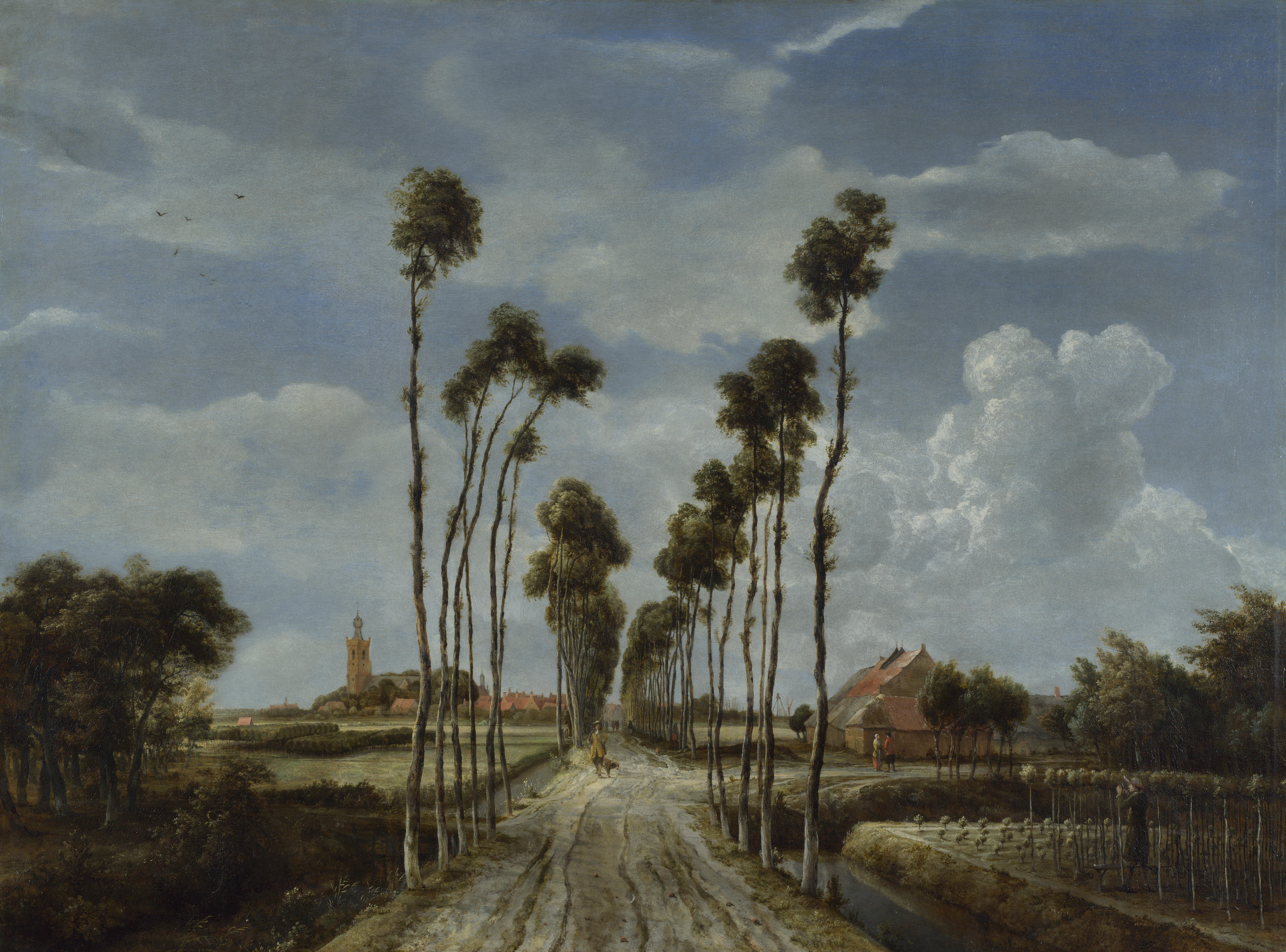
Meindert Hobbema – Middelharnis allé (1689). National Gallery, London.

Meinert (eller Meyndert) Hobbema, född 1638 i Amsterdam, död där 7 december 1709, var en nederländsk konstnär.

## Biografi
Hobbema var huvudsakligen verksam som landskapsmålare, och bosatt i Amsterdam. Han var elev och nära vän med Jacob Isaakszoon van Ruysdael. Hans huvudsakliga verksamhetstid infaller före 1668, då han blev vinmästare i stadens tjänst och upphörde med sitt måleri. Hobbema är starkt influerad av sin lärare, men har en ganska mycket snävare motivkrets, och målade främst idylliska landskap i soligt och lugnt väder, ofta en kvarn, som skuggad av täta lövträd speglar sig i en stilla damm. I sina bästa verk anses han vara fullt likvärdig med sin lärare.
Hobbema finns representerad på de stora museerna i Amsterdam, Dresden, Paris, London, Nivaagaard och i flera privatsamlingar.